# Санто Јани (Потенца)
Санто Јани (итал. Santo Ianni) је насеље у Италији у округу Потенца, региону Базиликата.
Према процени из 2011. у насељу је живело 290 становника. Насеље се налази на надморској висини од 644 м.